# Vescomtat de Polinhac

Escut d'armes dels Polinhac

El vescomtat de Polinhac fou una jurisdicció feudal de França centrada a la vila de Polinhac (en francès: Polignac), al nord-oest de Lo Puèg (le Puy-en-Velay), al Velai.
La primera casa vescomtal de Polinhac es creu que va sorgir de la casa dels vescomtes de Velai, prop del 870. Armand I va rebre el territori amb títol vescomtal, tot i que devia ser co-vescomte de Velai i encara no de Polinhac, títol que s'afermarà al segle x. La successió és sempre regular de pare a fill però en temps d'Esteve el seu germà Heràclit I és anomenat també vescomte, i més tard el fill d'Heràclit, Pons I (ja en el segle xi). En morir Armand VIII el seu fill Joan I havia ja mort deu anys abans deixant una filla, Valpurga, que era l'hereva. Valpurga va aportar el vescomtat al seu marit Guillem III senyor de Chalençon. Els seus fills Pere Armand i Achard van rebre diverses possessions i el primer, que posseïa Polinhac, va adoptar aquest cognom el 1421 i es va titular senyor de Chalençon i vescomte de Polinhac; al segle xviii Chalençon va ser elevat a marquesat i Polinhac va esdevenir un comtat, però una branca de la família representada per Juli Francesc Armand, casat amb Gabriela de Polastron, amiga de Maria-Antonieta, va rebre el títol de duc de Polignac el 1780 i va compatir la impopularitat de la monarquia. Juli Francesc Armand i la seva família van emigrar el 1789 cap a Ucraïna (on va morir el 1817), mentre la seva dona va morir poc després. El va succeir el seu fill Juli Armand de Polignac (1780-1847), destacat ultramuntà, va participar en la conspiració de Caudal i de Pichegru el 1804 i fou presoner fins al 1813 però després fou recompensat per la monarquia restablerta i el 1820 el Papa li va concedir el títol de príncep de Polignac. Ambaixador a Anglaterra el 1823, el 1829 fou nomenat ministre d'exteriors (8 d'agost) i el novembre del mateix any president del consell amb l'encàrrec d'eliminar la constitució; Polignac va promulgar les Quatre Ordenances que van provocar la revolució de juliol de 1830 a França. Juli es va escapar però fou detingut a Granville i condemnat a presó de per vida però amnistiat el 1836 i exiliat a Anglaterra fins que va poder tornar a França on va morir el 1847.
Els comtes, ducs i prínceps eren només portadors del títol però un comte de Polinhac, Pere Xavier, es va casar amb la princesa Carlota de Mònaco i duquessa del Valentinois el 1920. La duquessa només podia ser princesa si es casava amb un Grimaldi i per això va ser adoptat pel príncep Lluís II de Mònaco i va rebre el cognom. Divorciat el 1930 (divorci confirmat el 1933) va tenir dos fills, Antonieta i Rainer. Carlota va renunciar als seus drets hereditaris el 1944 en favor del seu fill Rainer que a la mort del seu avi el 1949 fou proclamat príncep. En morir el 2005 el va succeir el seu fill Albert per renúncia de la filla Carolina de Mònaco.

## Llista de vescomtes
- Armand I c. 870
- Armand II, + després de 909
- Dalmasi després de 909-964
- Esteve 964-986
- Heràclit I (germà associat)
- Pons I (fill d'Heràclit) ?
- Agnè 986-996 (fill d'Esteve)
- Armand III 996-1075
- Guillem I 1075-1076
- Pons II 1076 -1112
- Armand IV 1112-c. 1130
- Pons III c. 1130-1171
- Heràclit III c. 1171-?
- Pons IV ?-1213 Vescomte de Polignac.
- Pons V 1213-1243
- Armand V 1243-1273 Vescomte de Polignac, Senyor de Ceyssac, Recours i Saint-Quentin.
- Armand VI 1273-1289 Vescomte de Polignac, Senyor de Ceyssac, Recours i Saint-Quentin.
- Armand VII Guillem II 1289-? Senyor de Bouzols i Servissas, Consenyor de Sainte-Agrève. Vivia el 1295.
- Armand VIII (germà) 1289-1351 Vescomte de Polignac, Senyor de Ceyssac, Recours, Saint-Quentin, Randon, Luc, Belvezer i Planchant
- Joan I associat fins a 1341 (fill) Vescomte de Polignac i Baró de Randon
- Valpurga 1351-1378 (o 1385)
- Guillem III senyor de Chalençon 1351-1378/85 (+1407)
- Pere Armand de Chalençon 1378-1447
- Lluís-Armand I baró de Chalençon 1447-1452
- Guillem-Armand I baró de Chalençon 1452-1473
- Guillem-Armand II 1473-1513
- Francesc-Armand 1513-1562
- Lluís-Armand II 1562-1584
- Gaspar Francesc 1584-1659
- Lluís Armand III 1659-1692
- Escipió Sidoí 1692-1739
- Lluís Heràclit 1739-1789 (+1792)
- Juli Francesc Armand 1792-1817 Vescomte de Polignac, Marques de Chalençon, Marques de Mancini, Par de França, després Duc de Polignac i Par de França
- Juli Armand 1817-1847 Par de França, després Comte de Polignac i Par de França, Príncep romà de Polignac, Príncep bavarès de Polignac, Ministre i President del Consell de Ministres
- Juli Armand Joan Melcior 1847-1890 príncep de Polignac
- Heràclit Armand 1890-1917 príncep de Polignac
- Camil Enric Melcior (germà de Juli Armand) 1815-1855 comte de Polignac
- Juli Antoni Calixt Melcior 1855-1856 comte de Polignac
- Carles Maria Tomàs Esteve Jordi 1856-1881 comte de Polignac
- Maxenci Melcior 1881-1936 comte de Polignac
- Pere Maria Xavier Rafel Antoni Melcior príncep de Mònaco, per matrimoni adopta el nom de Grimaldi (Pere Grimaldi) 1936-1964
- Rainer III Polignac-Grimaldi, príncep de Mònaco 1964-2005
- Albert II de Polignac-Grimaldi, príncep de Mònaco 2005-

## Branca d'Ecoyeux
- Achard I 1378-després de 1390, Senyor d'Ecoyeux, Vénérand, Brizambourg, Saint-Germain i Fontaines.
- Achard II després de 1390-c. 1450, Senyor d'Escoyeux.
- Enric c. 1450 senyor d'Ecoyeux
- Pere c. 1450-1512 Senyor d'Escoyeux
- Bonaventura 1512-1527 Senyor d'Ecoyeux i de Vénérand
- Cristòfol 1527-1571. Senyor d'Ecoyeux, de Machecoul, de Vénérand, de Migré i de Parensay
- Vivien 1571-1572, Senyor d'Ecoyeux
- Lleó 1572-1669, Senyor d'Ecoyeux
- 1669 Extinció de la branca.